# Isonychus zikani
Isonychus zikani är en skalbaggsart som beskrevs av Moser 1921. Isonychus zikani ingår i släktet Isonychus och familjen Melolonthidae. Inga underarter finns listade i Catalogue of Life.